# Hospital Português da Bahia
O Hospital Português da Bahia ComB, mantido pela Real Sociedade Portuguesa de Beneficência Dezesseis de Setembro, é uma instituição filantrópica brasileira católica, localizada na cidade de Salvador, estado da Bahia. Em seu complexo hospitalar, situado no bairro da Barra, são realizadas 21 mil cirurgias, 20 mil internações, 14 mil consultas ambulatoriais e 70 mil atendimentos de urgência e emergência médica por mês.
O Hospital Português é uma das referências no atendimento hospitalar em Salvador, tendo sido certificado com acreditação máxima tanto pela ANS. quanto pela ONA e por organizações estrangeiras. O programa de transplantes implantado pela instituição é um dos pioneiros do Norte e Nordeste do país, tendo efetuado os primeiros transplantes renais (1980) e de medula óssea (2002) da região, assim como os primeiros transplantes cardíacos e de fígado do estado. No interior baiano, se faz presente em Miguel Calmon, Euclides da Cunha e Conceição do Coité, municípios onde administra quatro unidades de saúde responsáveis por atendimentos gratuitos à comunidade através do Sistema Único de Saúde
A entidade teve sua origem nas sociedades Dezesseis de Setembro e Portuguesa de Beneficência, ambas estabelecidas em 1857 para prestar assistência aos imigrantes lusitanos radicados na Bahia. Elas se fundem em 14 de agosto de 1859, criando-se a Sociedade Portuguesa de Beneficência Dezesseis de Setembro. Em 27 de maio de 1863, D. Luís I, Rei de Portugal e protetor da instituição, confere-lhe o título de "Real", passando esta a denominar-se Real Sociedade Portuguesa de Beneficência Dezesseis de Setembro.

## Honrarias
- Comendador da Ordem de Benemerência de Portugal (2 de agosto de 1955)[1]